# 愛德華多·蒙德拉納大學
爱德华多·蒙德拉纳大学（葡萄牙語：Universidade Eduardo Mondlane，UEM）是莫桑比克最古老、規模最大的大學，位於該國首都馬普托，有約4萬名學生就讀。

## 歷史
1962年，該校在葡萄牙的海外省莫桑比克的首府洛倫索·馬克斯成立，作爲高等教育的中心。創辦者爲葡萄牙海外部部長阿德里亞諾·莫雷拉，以通識教育的名字命名爲莫桑比克通識教育中心（Estudos Gerais Universitários de Moçambique）。1968年12月13日，第48790號法令授予其大學地位，並更名爲洛倫索·馬克斯大學（Universidade de Lourenço Marques）。莫桑比克於1975年獨立後，洛倫·索馬克斯市更名爲馬普托市，該大學也於1976年以莫桑比克解放陣線黨的領導人爱德华多·蒙德拉纳命名。

## 概況
爱德华多·蒙德拉纳大学的總部和大部分學院都位於馬普托，在伊尼揚巴內設有兩個校區，爲酒店與旅遊學院以及農村發展學院提供服務。其他校區包括海洋科學學院的克利馬內校區和商業與創業學院的希布托校區。校内还有成立于1976年的非洲研究中心。

### 招生
爱德华多·蒙德拉纳大学所有學生均爲全日制學生。2015年，該大學約有4萬名學生，其中約3,300名學生在攻讀研究生課程。

## 著名人物
- 马里·阿尔卡蒂里（校友）：東帝汶首位總理[7]
- 米亞·科托（校友）：莫桑比克作家、詩人、記者和生物學家[8]
- 保利娜·齊澤安（校友）：莫桑比克作家[9]
- 露絲·弗斯特（前教授）：南非反種族隔離活動家[10]

## 外部鏈接
- 愛德華多·蒙德拉納大學官方網站